# Tham Phannara
Tham Phannara (em tailandês: อำเภอถ้ำพรรณรา) é um distrito da província de Nakhon Si Thammarat, no sul da Tailândia. É um dos 23 distritos que compõem a província. Sua população, de acordo com dados de 2012, era de 18 810 habitantes, e sua área territorial é de 169,1 km².
O distrito foi criado em 1 de abril de 1990, a partir da divisão do distrito de Chawang.